# Kirby Star Allies
Kirby Star Allies, conocido originalmente en Japón como Hoshi no Kirby: Star Allies (星のカービィ スターアライズ Hoshi no Kābi Sutā Araizu?), es un videojuego perteneciente al género de plataformas desarrollado por la empresa HAL Laboratory y publicado por Nintendo para la consola Nintendo Switch. Se lanzó mundialmente el 16 de marzo de 2018.

## Argumento
En el planeta Jambastion, lejos del planeta de origen de Kirby, un corazón oscuro y cristalino explota debido a un misterioso ritual, enviando sus numerosos fragmentos llamados los corazones Jamba, al espacio profundo. Muchos personajes son poseídos por el contacto con los corazones, como el rey Dedede y Meta Knight. Mientras que un corazón entra en contacto con Kirby, este le da la capacidad de hacerse amigo de los enemigos. Kirby se da cuenta de que muchos Waddle Dees llevan comida al castillo del rey Dedede y decide investigar. Después de derrotar al Rey Dedede, liberándolo de la influencia del Corazón de Jamba, Kirby derrota a Meta Knight, también bajo el poder de otro Corazón Jamba. Una gran fortaleza aterriza en Popstar, y después de derrotar a tres generales de los elementos hielo, fuego y electricidad, llamadas Francisca, Flamberge y Zan, respectivamente, Kirby y sus amigos vuelan a Jambastion. Después de derrotar a Francisca, Flamberge y Zan otra vez con otros jefes, Kirby y sus amigos conectan un camino a la Base Jambandra, rompiendo su barrera defensiva en el proceso. Batallan con Zan una vez más antes de encontrarse con Hyness, una figura vestida con túnica que planea restaurar una fuerza oscura misteriosa a pleno poder utilizando corazones compilados de Jamba. Con Hyness derrotado, le revela su verdadera cara, una figura azul con una gran nariz y ojos crispados. Él convoca a Francisca, Flamberge y Zan y usa energía oscura para hacerlos más poderosos. Después de ser derrotados, los cuatro enemigos se sacrifican y posteriormente reviven al jefe final, el Vacío final. Kirby y sus amigos usan un pedestal aliado para transformarse en el Star Allies Sparkler, una combinación del Warpstar, el Dragoon de Kirby Air Ride, y Kirby y sus amigos. Después de superar el cuerpo del Vacío final, termina regurgitando a Hyness, Francisca, Flamberge y Zan en el proceso, se revela que su verdadera forma es un cúmulo globular con tres puntos oscuros que pueden actuar como ojos, a veces asemejándose a la cara de Kirby. Durante la batalla, esta masa se transforma en diferentes formas, como el Dark Matter del videojuego Kirby's Dream Land 3. Muchas de sus formas hacen referencia a jefes anteriores de juegos anteriores como Miracle Matter y Zero-Two de Kirby 64: The Crystal Shards. Volviendo a Popstar, el Sparkler se destruye en una nube de asteroides, pero Kirby usa una Warp Star para regresarse a sí mismo y a sus amigos de vuelta a casa.

## Modo de juego
Kirby Star Allies es un videojuego de plataformas presentado desde una perspectiva de lado hacia abajo. Los jugadores controlan al protagonista principal de la serie, Kirby, quien puede estar acompañado por hasta tres compañeros. Kirby puede lanzar corazones a los enemigos para convertirlos en sus aliados. El juego se puede jugar solo, con los compañeros siendo controlados por la IA del juego o cooperativamente con otros jugadores quienes controlarán los otros personajes. Cuando Kirby tiene compañeros, aparecen nuevos ataques especiales que le permiten combinar sus habilidades con las de sus aliados, una característica que no se ha visto desde el videojuego Kirby: Squeak Squad. Además, cuando Kirby tiene tres aliados, pueden realizar poderes especiales llamados "habilidades de amigo" como "Tren Amigo" y "Estrella Amiga".  Kirby también posee la capacidad de "aliados de sueño" a su lado, que son personajes aliados de los juegos anteriores de esta serie. Para el jefe final, Kirby puede usar una Acción de amigo llamada Star Allies Sparkler, que se usa para luchar contra el jefe final. Con él, Kirby puede atravesar al jefe y disparar a los ojos rojos que aparecen en el pecho, la espalda, los brazos y la cabeza del jefe. Una vez que se quita la placa frontal del jefe, el vacío debajo chupa a Kirby y sus aliados dentro para luchar contra una masa globular. Este ciclo de entrar y salir del jefe ocurre varias veces, hasta que Kirby finalmente derrota al jefe, cuya verdadera forma resulta ser una gran masa sin extremidades con una cara similar a la de Kirby.
El juego reproduce muchos homenajes a títulos anteriores de la serie Kirby. Por ejemplo, Animal Friends de Kirby's Dream Land 2 y Kirby's Dream Land 3, así como Marx de Kirby Super Star se ofrecen como un contenido descargable o DLC gratuito. Durante la batalla del jefe final, las alas que el vacío final puede brotar se parecen a las de Marx. Durante la batalla contra la verdadera forma del Vacío Final, se transforma en diferentes formas como el Dark Matter de Kirby's Dream Land 3, así como cambiando las formas de los ojos que se asemejan a Zero-Two de Kirby 64: The Crystal Shards. El Star Allies Sparkler tiene seis protuberancias simétricas que se asemejan al Dragoon de Kirby Air Ride y Super Smash Bros. Brawl (también hecho por HAL Laboratory). Finalmente, el tema del corazón del juego puede hacer referencia a ciertas áreas de Kirby: Planet Robobot

## Desarrollo y lanzamiento
Kirby Star Allies está siendo desarrollado por la empresa HAL Laboratory y publicado por Nintendo. El videojuego se publicó inicialmente bajo el título provisional de Kirby durante el evento de la Electronic Entertainment Expo 2017. En septiembre de 2017, el título oficial del juego fue anunciado durante una presentación de Nintendo Direct. El juego fue lanzado para la consola de juegos, Nintendo Switch el 16 de marzo de 2018.
El 1 de marzo de 2018, Nintendo puso a disposición una demo de Kirby Star Allies que podía descargarse a través de la eShop de Nintendo Switch. Además, publicó un nuevo tráiler del juego en su canal oficial de YouTube.

## Recepción

### Crítica
Kirby Star Allies fue recibido con críticas mayormente positivas. Entre los elementos positivos del juego se le destacan el apartado técnico y artístico, las posibilidades que ofrece la combinación de poderes de los personajes y el modo cooperativo, que añade más profundidad y diversión al juego. En cambio, el juego recibió críticas negativas por la escasa dificultad que presenta, la corta duración del modo historia, los diseños de niveles demasiado simples, lo que permite que los coleccionables puedan encontrarse fácilmente y la poca innovación con respecto a anteriores entregas.
Los críticos elogiaron la banda sonora del videojuego. En Game Informer Hilliard calificó la banda sonora del juego como "divertida y burbujeante" y el crítico de GameSpot Peter Brown y el crítico de IGN Brendan Graeber calificaron la banda sonora de "pegadiza".